# Tasmanian Open 1970
Il Tasmanian Open 1970  è stato un torneo di tennis giocato sull'erba. È stata la 1ª edizione dell'Tasmanian Open,che fa parte dei Tornei di tennis maschili indipendenti nel 1970 e dei Tornei di tennis femminili indipendenti nel 1970. Si è giocato a Hobart in Australia, dal 5 all'11 gennaio 1970.

## Campioni

### Singolare maschile
Jim McManus ha battuto in finale  Bob Carmichael con il punteggio di 7–5 6–4 6–1

### Doppio maschile
Stan Smith /  Bob Lutz hanno battuto in finale  Dick Crealy /  Allan Stone con il punteggio di 6–4 3–6 23-21 10-8

### Singolare femminile
Margaret Smith-Court ha battuto in finale  Karen Krantzcke con il punteggio di 6–2 6–2

### Doppio femminile
Informazioni disponibili